# Krščanstvo
Krščánstvo je monoteistična religija, ena od dvanajstih glavnih svetovnih religij, ki temelji na naukih Jezusa Kristusa. Pripadniki krščanstva se imenujejo kristjani in verujejo, da je Jezus božji sin in odrešenik, ki je kot judovski mesija prišel na Zemljo, bil križan, umrl in tretji dan vstal od mrtvih, in je s svojo daritvijo na križu ljudi odkupil za odrešenje.
Zaradi pomena Kristusove daritve za vse ljudi je simbol krščanstva križ.
V dveh tisočletjih obstoja, se je krščanstvo razcepilo na tri večje veje: katolištvo, pravoslavje in protestantizem. Vsaka od teh treh vej se deli na manjše skupnosti, ki jih imenujemo Cerkve (v ožjem smislu). Cerkev v širšem smislu pa zajema vse kristjane na svetu.
S prek dvema milijardama vernikov, je krščanstvo, gledano na splošno, trenutno največja svetovna religija.

## Krščansko verovanje
Kristjani na splošno sprejemajo nauk Jezusa Kristusa o ljubezni, nenasilju in odpuščanju. Pri tem naj bi bilo vodilo vseh dejanj vsakega kristjana Jezusova zapoved:

Ljubi svojega bližnjega kakor samega sebe. (Mt 22,39)

Moralnost dejanja naj bi kristjani presojali po Jezusovem zlatem pravilu:

Vse, kar želite, da bi ljudje vam storili, storite tudi vi njim. (Mt 7,12)

Kristjani imajo krščanstvo za nadgradnjo oziroma dopolnitev judovske vere, zato v glavnem sprejemajo osnovne moralne predpise iz stare zaveze (iz judovstva) – zlasti deset božjih zapovedi.
Kristjani verujejo, da je bil Jezus Kristus človeški sin Boga in hkrati tudi sam Bog(učlovečeni Bog), poslan, da bi ustanovil Cerkev, da je bil križan, vstal od mrtvih in s tem odrešil človeštvo. Ta miselnost se je izoblikovala v prvih stoletjih na ekumenskih koncilih vseh krščanskih Cerkva in je skupna večini kristjanom: katolikom, pravoslavcem in protestantom. 
Kristjani se po nauku iz Nove zaveze držijo Jezusovih besed: Pojdite torej in naredite vse narode za moje učence: krščujte jih v imenu Očeta in Sina in Svetega duha. (Mt 28,19)
Večina kristjanov pozna zakrament krsta in evharistije (svete večerje), mnogi pa poleg tega še zakrament birme (maziljenja z miro), spovedi (odpuščanja grehov), duhovniškega posvečenja, zakona (poroke) in bolniškega maziljenja.
Kristjani verujejo v enega troedinega Boga(Oče, Sin in Sveti Duh). To verovanje natančneje opisuje nicejsko-carigrajska veroizpoved, ki je skupna (skoraj) vsem krščanskim Cerkvam. Večina kristjanov tudi veruje v sodni dan, ko bo Jezus spet prišel na zemljo soditi žive in mrtve. Takrat bo Bog ponovno oživil že umrle (telesno vstajenje). Dobri bodo zveličani, slabi pa bodo pogubljeni. 
Kristjani verujejo tudi v nekatere posebne lastnosti Jezusove matere Marije:
- Kristjani verujejo, da je bila Marija še devica, ko je (brez biološkega sodelovanja moškega) zanosila in rodila Jezusa. Večina kristjanov verjame tudi, da je Marija ostala devica do konca življenja. Zato jo imenujejo Devica Marija.
- Številni kristjani verjamejo, da je bila Marija vse življenje brez greha in jo zato imenujejo Brezmadežna.
- Številni kristjani tudi verujejo, da je Bog ob koncu njenega življenja obvaroval pred smrtjo in jo je sprejel (vnebovzetje) v nebesa.
- Kristjani imenujejo Marijo tudi Božja mati, ker verujejo, da je bil njen sin Jezus pravi Bog (in tudi pravi človek).

### Statistika rasti krščanstva v primerjavi z drugimi svetovnimi verstvi
| Verstva 2010                       | Število pripadnikov | Svetovni delež prebivalstva | Letna rast v %             | Absolutna rast |  |
| ---------------------------------- | ------------------- | --------------------------- | -------------------------- | -------------- |  |
| Kristjani:                         |                     |                             |                            |                |  |
| Rimokatoliki                       | 715 milijonov       | 9,4 %                       | (-1,2 % v ZDA in EU)       |                |  |
| Binkoštni kristjani in karizmatiki | 512 milijonov *     | 7,7 %                       | -0,4 %                     |                |  |
| Protestanti (vse veje)             | 326 milijonov       | 4,8 %                       |                            |                |  |
| Neodvisni ( nekonfes. oblike)      | 280 miljonov        | 3,4 %                       |                            |                |  |
| Anglikanci                         | 87 milijonov        | 1,2 %                       |                            |                |  |
| Pravoslavni                        | 230 milijonov       | 3,0 %                       |                            |                |  |
|                                    |                     |                             |                            |                |  |
| Kristjani skupaj                   | 2,15 milijarde **   | 29,5% (35 % leta 2050)      | + 1,3 % (1,3 % leta 2050)  | + 80 tisoč/dan |  |
|                                    |                     |                             |                            |                |  |
| Ostali:                            |                     |                             |                            |                |  |
| Judje                              | 13 milijonov        | 0,2 %                       | -0,6 %                     |                |  |
| Islam -                            | 1,4 milijarde       | 17,9 % (25% leta 2050)      | + 1,7 % (5,4 % leta 2050)  | + 79 tisoč/dan |  |
|                                    |                     |                             |                            |                |  |
| Hinduizem                          | 750 milijonov       | 11,2 %                      | + 1,7 % (-0,2 % leta 2050) |                |  |
| Budizem                            | 270 milijonov       | 4,7 %                       | + 1,1 % (-1,1 % leta 2050) |                |  |
|                                    |                     |                             |                            |                |  |
| Ateisti                            | 1.4 milijarde       | 20 %                        |                            | + 300/dan      |  |
|                                    |                     |                             |                            |                |  |

- Leta 1900 so binkoštni karizmatiki šteli 980 tisoč pripadnikov l. 2010 pa že kar 612 milijonov. Največjo rast binkoštniki merijo v Južni Koreji l. 2010/800 tisoč pripadnikov in na Kitajskem l. 2010/25 milijonov. Priče smo torej najhitrejši rasti  števila kristjanov v vsej dvatisočletni zgodovini krščanstva
- Leta 1900 je bilo na afriški celini 8,7 milijona kristjanov, v l. 2010 jih je bilo že 472 milijonov, do leta 2025 pa naj bi število pripadnikov naraslo na 670 milijonov.

Iz tabele so tudi razvidni trendi večjih svetovnih verstev. Hinduizem in Budizem bosta po nekaterih projekcijah v sredini 21. st začela močno zaostajati. Najbolj se bosta krepila krščanstvo in islam.
V ZDA in EU je zaznati upad katolištva, v Afriki in Južni Ameriki pa je v porastu, najbolj so v katolištvu v vzponu karizmatična gibanja. Že sedaj pa je absolutna številka muslimanov za 200 milijonov večja od pripadnikov katoliške cerkve. Po trendu, razvidnem iz tabele, bo Islam lahko v bližnji prihodnosti verstvo z največjim številom pripadnikov na zemeljski obli po absolutnem številu. 

Vir: International Bulletin of Missionary Research, Katoliški cerkveni letopis 2010

## Razdelitev krščanstva
Glejte glavni članek Seznam krščanskih denominacij.
Največja delitev krščanstva po številu vernikov, je delitev na vzhodno in zahodno krščanstvo. Naslednja delitev po številu vernikov, obsega šest najbolj različnih krščanskih denominacijskih družin (po velikosti): katolištvo, protestantizem, vzhodne pravoslavne Cerkve, anglikanstvo-starokatolištvo, orientalske pravoslavne Cerkve in asirstvo.

Znotraj teh denominacijskih skupin se nadaljuje delitev glede na pojmovanje krščanstva, obredje, navade, geografske značilnosti ... Tako se protestantizem deli na adventizem, anabaptizem, anglikansko cerkev, baptizem, kongregacionizem, luteranstvo, metodizem, pentecostalizem, prezbiterijanstvo in krščanski reformizem.

### Razlike med rimo katoličani in protestanti - tabelarični prikaz
| PRIMERJAVA:                                 | Rimskokatoliška cerkev | Protestanti (večina reformiranih cerkva) |
| ------------------------------------------- | --- | --- |
| Največji božji zapovedi                     | -Ljubi Gospoda, svojega Boga, iz vsega srca, iz vse duše, z vsem mišljenjem in z vso močjo. (Mt 22,37) -Ljubi svojega bližnjega kakor samega sebe. (Mt 22,39) | -Ljubi Gospoda, svojega Boga, iz vsega srca, iz vse duše, z vsem mišljenjem in z vso močjo. (Mt 22,37) -Ljubi svojega bližnjega kakor samega sebe(Mt 22,39) |
| Evharistija ali obhajanje Gospodove večerje | Darovanje pri Sveti maši. Pri maši se pri povzdvigovanju kruh in vino fizično spremenita v telo in kri Jezusa Kristusa. Pojav je znan kot »transubstanciacija«. V evharistiji je živo prisoten Jezus Kristus. | Simbolično Bogoslužje. Zgolj kot spomin na zadnjo večerjo. Kristusovo telo in kri so prisotni samo simbolično in v duhovnem smislu. |
| Odpuščanje grehov                           | Doseže se lahko samo z osebnim kesanjem pri duhovniku. Katoliki verjamejo, da prek duhovnika Bog odpusti grehe. | Običajno se doseže z molitvijo k Bogu Očetu ali Jezusu, neposredno brez priprošnjika (Marije ali drugih svetnikov) |
| Molitev                                     | K Bogu, prav tako se lahko zaprosi Marijo ali svetnika, da posreduje v njihovem imenu. | Molitev je naslovljena zgolj na Boga in ne svetnike. Kot pravi Sveto pismo: Bog je namreč samo eden. Samo eden je tudi srednik med Bogom in ljudmi, človek Kristus Jezus. (1Tim 2,5) Nihče ne pride k Očetu drugače kot po meni. (Jn 14,6) |
| Marija                                      | Verovanje, da je bila samo Marija spočeta brez izvirnega greha (Marijino brezmadežno spočetje) in večno devištvo. Cerkev meni, da je prav častiti Jezusovo mater Marijo in jo klicati na pomoč za posredovanje pri Bogu. | Samo zaupanje v Jezusa kot Gospoda in Odrešenika. Naslanjanje na Sveto pismo: Jezus mu je dejal: »Jaz sem pot, resnica in življenje. Nihče ne pride k Očetu drugače kot po meni. (Jn 14,6) Bog je namreč samo eden. Samo eden je tudi srednik med Bogom in ljudmi, človek Kristus Jezus. (1Tim 2,5) Devica Marija ima precej manjšo vlogo. Je pa lahko, kot pri drugih Kristjanih, dober zgled vere v Boga. Trditev, da je bila Marija brez greha, je zavrnjena. Le Kristus je brez greha. Tudi v njeno večno devištvo in brezmadežnost ne verjamejo. Marija, tako kot vsi ljudje, je izvirno podedovala greh. |
| Svetniki                                    | Verovanje, da je prav častiti svetnike, če gre pri tem za molitev k edinemu Bogu preko (s pomočjo) svetnikov in podob. | Posameznik naj moli k Bogu Očetu in / ali Jezusu, ne k svetnikom (ni posrednikov). Svetniki zgolj kot vzor čistega življenja. |
| Kipi in čaščenje                            | Kipi in slike Jezusa, Marije in posameznih svetnikov, se uporabljajo kot pripomoček za molitve. Podobe navadno najdemo v katoliških svetih prostorih. Vendar pa se pričakuje, da bodo verniki častili osebe, ki jih zastopajo kipi in ne kipe same. | Mnogi menijo, da je sama prisotnost kipov v svetih prostorih oblika malikovanja (kršitev božje zapovedi: Ne delaj si rezane podobe in ničesar, kar bi imelo obliko tega, kar je zgoraj na nebu, spodaj na zemlji ali v vodah pod zemljo! (2Mz 20,4) Ne priklanjaj se jim in jim ne služi, kajti jaz, GOSPOD, tvoj Bog, sem ljubosumen Bog, ki obiskujem krivdo očetov na sinovih, na tretjih in na četrtih, tistih, ki me sovražijo, toda izkazujem dobroto tisočem, tistim, ki me ljubijo in izpolnjujejo moje zapovedi.(2Mz 20,5) Obračanje neposredno k Bogu brez posrednikov. Kot pravi Sveto pismo: Resnično, resnično, povem vam: Če boste kaj prosili Očeta v mojem imenu, vam bo dal. Do zdaj niste ničesar prosili v mojem imenu. Prosíte in boste prejeli, da bo vaše veselje dopolnjeno.« (Jn 16,23) Jezus mu je dejal: »Jaz sem pot, resnica in življenje. Nihče ne pride k Očetu drugače kot po meni. (Jn 14,6) |
| Nezmotljivost papeža                        | Papež je nezmotljiv. | Protestantje zavračajo papeško nezmotljivost in papeževo avtoriteto. Edini nezmotljiv vir poučevanja najdemo v Svetem pismu. |
| Zakramenti                                  | Sredstva za dosego milosti. Sedem zakramentov, ki posredujejo skrivnosti milosti. | Zakramenti zgolj kot simboli milosti. Le dva zakramenta: krst in obhajilo. |
| Vice                                        | Preden vstopijo duše v nebesa, se v vicah očistijo kazni. | Ne obstajajo (Biblija jih ne omenja). Kristusova smrt na križu je zadostna za odpravo kazni za vse naše grehe. |
| Krst                                        | Izvaja se takoj po rojstvu otroka ali v odrasli dobi, ko se želi oseba pokristjaniti. | Opravi se kasneje v življenju, ko je oseba duhovno zrela (prerojena in navdahnjena s Svetim duhom). |
| Sveto pismo                                 | Poleg Svetega pisma, k verovanju sodijo tudi tradicija ter razlaga in poučevanje učiteljstva Cerkve. | Sola Scriptura (lat. samo Sveto pismo). Le Sveto pismo je edini nezmotljivi vodnik glede zadev krščanske vere in prakse (Eno od temeljnih načel protestantizma). |
| Verske institucije                          | Le pod hierarhično strukturo katoliške Cerkve lahko človeštvo ponovno odkrije svojo enotnost in odrešenje. | Nekatere protestantske denominacije imajo hierarhično strukturo (npr. "The Evangelical Lutheran Church in America" ), nekatere imajo šibko federalno zgradbo, obstajajo pa tudi povsem avtonomne cerkve znotraj nacionalnih držav. Protestanti razlikujejo med vidno in nevidno cerkvijo. |
| Apostolsko nasledstvo                       | Božja milost je prešla z Jezusa na apostole, nato je prešla s polaganjem rok pri duhovniškem posvečenju, v nepretrgani verigi, na današnje rimskokatoliške duhovnike in škofe. Cerkev se ima za edino pravo in zveličavno cerkev, ki bo nekoč postala vesoljna (gr. katholikos: celosten, vesoljen) . Zagotavlja se kontinuiteta s cerkvijo, ki jo je ustanovil Kristus. Rimski papež naj bi bil tako neposredni naslednik svetega Petra, ki mu je Jezus rekel: »Ti si Peter (gr. petros, tj. skala, kamen) in na tej skali bom sezidal svojo Cerkev...« (Mt 16,18). | Zavračajo subjektivno razlago Svetega pisma in trditve o edini zveličavni Cerkvi. Vse potrebne vrednote so zapisane v evangelijih. Poudarjajo kontinuiteto poučevanja apostolov. Božje moči za podeljevanje milosti (pri katolikih to moč dobi duhovščina) se ne dobi neposredno iz nasledstva po Kristusu. Cerkve nimajo skupnih organov za zastopanje celotnega protestantizma. |
| Odnos drug do drugega                       | Člane oddaljenih cerkva priznava kot Kristjane, ki pa še ne poznajo vseh svetih skrivnosti in upa, da se jim bodo nekoč pridružili. | Nekateri menijo, da niso vsi Katoličani pravi kristjani, saj jih veliko živi le folkloro in obrede, premalo pa je prisotne osebne vere. |
| Svobodna volja                              | Za dobro in slabo | Samo za slabo |
| Duhovništvo                                 | Obvezna neporočenost (celibat). Duhovniki kot posredniki med Bogom in človekom. Vsi duhovniki morajo biti moški. Sledenje tradiciji apostolov, ki so bili vsi moški. | Bogoslužja lahko opravljajo tudi ženske. V Anglikanski cerkvi poteka razprava ali ženske smejo opravljati službo škofov. Večina protestantov ne zahteva celibata kot pogoj za duhovništvo. |
| Ekumenizem                                  | Cerkev vidi razdrobljenost krščanstva kot greh. Želijo si da bi se tisti, ki niso katoliški kristjani pridružili Rimokatoliški Cerkvi, ker je le ta edina prava vesoljna cerkev, naslednica apostolov. Dovoljujejo sodelovanje med različnimi verskimi skupnostmi. | Rimokatoliki in ostali kristjani so kot bratje in sestre v Kristusu, ki lahko sodelujejo pri skupnih projektih. Po drugi strani obsojajo katoličane, da niso pravi kristjani. Zato jih je treba obravnavati kot izgubljene duše, katere je potrebno evangelizirati. Menijo, da jih veliko živi le folkloro in obrede, premalo pa je prisotne pristne osebne vere. |
| Doseganje odrešenja                         | Doseže se ga pri Bogu, z zakramenti cerkve in vero. | Doseže se ga z Bogom. Odvisno zgolj od posameznikovega kesanja in zaupanja v Jezusa kot Gospoda in Odrešenika. |

### Tabelarična primerjava[3]– Krščanstvo: Islam: Judovstvo
| Tema                           | Krščanstvo | Islam | Judovstvo |
| ------------------------------ | --- | --- | --- |
| Skupni prerok                  | Abraham. Ne boš se več imenoval Abram, temveč Abraham ti bo ime, kajti postavljam te za očeta množici narodov. (1Mz 17,5)                                                                 | Abraham. Abraham pa je rekel: "Glej, jaz, ki sem prah in pepel, sem si dovolil govoriti z Gospodom." (1Mz 18,27) Abraham je padel na obraz in se zasmejal. Rekel si je: »Ali se bo stoletniku rodil sin? Ali bo devetdesetletna Sara rodila?« 1Mz 17,17) | Abraham. Namnožil bom tvoje potomce, da jih bo, kolikor je zvezd na nebu. Tvojemu potomstvu bom dal vse te dežele in s tvojim zarodom se bodo blagoslavljali vsi narodi zemlje.(1Mz 26,4)                                                           |
| Ustanovitelj                   | Jezus Kristus (ok. 4 pr. n. št. - 30 n. št.) | Mohamed (570-632 n. št.) | Abraham (prvi patriarh, rojen ok. 1800 pr. n. št.) |
| Veje                           | Tri glavne skupine: pravoslavna, protestantska in katoliška. | Dve glavni skupini: suniti in šiiti. Do delitve je prišlo zaradi spora glede zakonitega naslednika preroka Mohameda. Obstaja še mistično asketsko gibanje v islamu imenovano Sufi. | Judovske verske ločine: Hasidska (ortodoksni judje), konservativna in ločina reformiranih judov. Etnični skupini sta: Aškenazi (večina) in Sefardi.                                                                                                 |
| Število                        | 2,1 miljarde | 1,3 miljarde | 14 miljonov |
| Bog                            | En Bog, ki soobstaja v treh različnih osebah (Trojica): Oče, Sin in Sveti Duh (Mt 28,19).                                                                                                 | En Bog (arab.: Allah), ki ni Trojica. | En Bog, včasih zapisan v angleščini G-d, pogosteje Jehova. Poslušajte Izrael, Gospod je naš Bog, Gospod je eden. " (Mz 6,04). |
| Sveta knjiga                   | Biblija (gr. Biblos: Sveto pismo). Človeštvo je Biblijo dobilo od Boga. | Koran (ar. qurʾān: brati, recitirati). Koran je zadnje razodetje. Koran so dobesedne besede Allaha, ki jih je nadangel Gabriel razodel Mohamedu. \|\| Tanak, ki sestoji iz 24 knjig: prvih pet knjig Tanaka so Mojzesove knjige iz Stare zaveze, pod skupnim imenom Tora, ostale knjige se delijo na Nevi'im ('Preroki') in Ketuvim ('Spisi'). Med judovska besedila spadata še Talmud in Kabala. | |
| Jezus Kristus                  | Druga božja oseba v Trojici:"... pravi Bog od pravega Boga" (Nicejski koncil). | Prerok, poslan od Alaha in rojen iz Device Marije, ni pa bog (Koran 05:17). | Ne priznavajo, da je mesija in božji sin. |
| Marija                         | Jezusova mati, pravoslavni kristjani jo imenujejo Bogorodica. Vzor čistosti, ponižnosti, zvestobe in vdanosti.                                                                            | V Koranu je Marija edino omenjeno žensko ime. Poleg tega Sura 19, eno najdaljših poglavij iz Korana, nosi naslov Marjam. | |
| Jezus Kristus in njegova vloga | Njegova smrt je daritev za grehe vsega človeštva. | Oznanjati Indžil, ali Jezusov evangelij. Ta evangelij je domnevno mogoče razbrati iz Nove Zaveze in iz apokrifnih evangelijev. | Ni mesija in ni božji sin. |
| Smrt Jezusa Kristusa           | »... Za naše grehe je bil križan ... trpel in bil pokopan. Na tretji dan je vstal ... je šel v nebesa ...« (Nicejski koncil)                                                              | Jezus ni bil križan (Koran 4:157). Alah ga je dvignil v nebesa (4:158). | Jezus je bil križan za svojo trditev, da je božji sin. |
| Sveti Duh                      | Tretja oseba svete Trojice, resnično božanski: ».... z Očetom in Sinom molimo in slavimo«. (Nicejski koncil)                                                                              | Nadangel Gabriel je razodel Mohamedu, da je Alah bog. | Božanska moč, kvaliteta in vpliv Boga nad univerzumom in Božjimi bitji. |
| Običaji                        | V spisih zgodnjih cerkvenih očetov in spisih ekumenskih svetov, vključno z veroizpovedmi.                                                                                                 | Hadit je zapisana zbirka dejanj in govorov preroka Mohameda. Hadit deluje kot dodatek h Koranu. Daje napotila za vsakdanje življenje muslimanov. | Talmud (hebr. תַּלְמוּד‎: učiti se, nauk) je osrednje besedilo rabinskega judovstva in primarni vir judovskega verskega prava in teologije. |
| Primeri običajev               | Zakramenti: krst, zakrament birme (maziljenja z miro), spovedi (odpuščanja grehov), duhovniškega posvečenja, zakona (poroke) in bolniškega maziljenja. Molitev je tudi pomemben del vere. | Pet pomembnih ritualov, znanih kot pet stebrov islama: Šahada izpoved vere; Salat - molitev petkrat na dan; Zakat - dajanje miloščine; Savm - Post v mesecu Sveti ramadan; Hadž - romanje v Sveto mesto Meka. | Brit mila (hebrejsko בְּרִית מִילָה, zaveza o obrezovanju) je judovski verski obred opravljen pri moškem potomcu osmi dan po rojstvu, Bar Mitzvah - slovesnost ob verski polnoletnosti judovskih fantov na 13. rojstni dan in sobotni počitek (Shabbat). |
| Greh                           | Grešne narave vseh ljudi so podedovane od skupnih prednikov Adama in Eve, ki sta se uprla Bogu. Jezus Kristus je žrtev namenjena odkupu grehov človeštva (Rim 5,12-17).                   | Ni koncepta izvirnega greha. Vsi ljudje se rodijo brez greha. Človeške slabosti vodijo v greh. | Judovstvo zavrača doktrino izvirnega greha. Pokoro za storjene grehe iščejo v molitvi in pokori. Dan sprave (Jom Kipur) je najpomembnejši praznik za Jude. Na ta dan imajo judje 25 urni post.                                                      |
| Zveličanje                     | Po sporočilu Jezusa in po veri v Jezusa Kristusa. | Doseči z dobrim delom. (Koran 23:101-103). | Skozi dobra dela, molitve in božjo milost. |
| Pekel                          | Kraj večne kazni za krivične (Mt 25,46). | Mesto muk in ognja (Koran 25:65, 104:6-7). V islamu je Pekel znan kot Džehenem. Džehenem ima več stopenj in ni nujno da oseba ostane tam večno. | Koncept Gehinom ali Gehenna - tisti, ki umrejo v grehu lahko utrpijo začasno kazen, vendar nekateri grehi zaslužijo večno kazen. Ideje judov o posmrtnem življenju so bile zelo različne med različnimi skupinami in v različnih časovnih obdobjih. |

## Predstavitev največjih vej nekatoliških kristjanov v Sloveniji[4]

### Pravoslavna cerkev
Pri evharistiji uporabljajo kvašen kruh in rdeče vino. 
Pravoslavna Cerkev je sestavljena iz narodnih Cerkva, ki so avtokefalne, tj. vsaka od njih sama izbira in potrjuje svojega patriarha in samostojno ureja notranje zadeve. Častno mesto med patriarhi ima carigrajski patriarh, vrhovno oblast nad vsemi cerkvami pa pravoslavni vesoljni cerkveni zbor.  V svojih molitvah in bogoslužju priznavajo in gojijo prisrčno češčenje Marije (Bogorodice). Odklanjajo papeško prvenstvo nad vesoljno Cerkvijo in nezmotno učiteljstvo, priznavajo pa vseh sedem zakramentov (tajne): krst (s trojno potopitvijo ali oblivanjem), birmo (podeljuje se neposredno po krstu, redni delivec je duhovnik), evharistijo (zaradi simbolike uporabljajo kvašen kruh in rdeče vino; obhajilo delijo pod obema podobama – z žličko), zakrament sprave (je predvsem zdravljenje, izbriše ne le grehe in večne kazni, temveč tudi vse časne kazni; pokora zato nima zadoščevalnega, temveč le vzgojni značaj), bolniško maziljenje, sveti red (tri stopnje: diakonat, prezbiterat in episkopat; bistveni del obreda je polaganje desne roke) in sveti zakon (delivec je duhovnik, ne zaročenca sama kot v katoliški Cerkvi; zaradi nekaterih razlogov dopuščajo razvezo zakona). Bogoslužje je v bizantinskem obredu in v narodnem jeziku. Velik pomen ima češčenje ikon, tj. svetih podob Kristusa, Marije in svetnikov, ter meništvo (glavno meniško središče je Meniška skupnost na gori Atos v Grčiji). Škofje se izbirajo izmed menihov, duhovniki pa so lahko poročeni.

### Evangeličanska cerkev (tudi Luteranska Cerkev)
Pri njenem vodstvu sodeluje demokratično izvoljeno predsedstvo.
Evangeličanska Cerkev spada med protestantske cerkve, ki delujejo po učenju Martina Luthra. V ospredju je teologija križa: opravičenje, ki ga prinaša Jezus Kristus po svojem križu. Verujejo, da je za opravičenje potrebna zaupna vera, ki jo utrjuje božja beseda in zakramenta – krst in spomin Gospodove večerje, ki pa sta odrešilna le, če ju človek sprejema v veri. Izvir prave teologije je Sveto pismo. Glede evharistije Luther zagovarja realno Kristusovo navzočnost, nekateri poznejši protestanti pa le duhovno ali simbolično. Protestantsko bogoslužje je naslonjeno predvsem na božjo besedo – branje Svetega pisma in pridigo, občasno pa tudi spomin svete večerje, ki obsega tudi obhajilo pod obema podobama. Spoštujejo, vendar ne vselej in povsod enako, tudi druge obrede: konfirmacijo (potrditev), spoved (navadno s skupno odvezo), molitve nad bolnikom, ordinacijo duhovnikov ter zakon s poročnim blagoslovom (v skladu s Svetim pismom poudarjajo vrednoto trdnega zakona, a v skrajnem primeru dopuščajo ločitev zakona in ponovno poroko). Cerkev mora biti urejena demokratično. Pri njenem vodstvu sodelujejo demokratično izvoljeno predsedstvo (škof in inšpektor laik), zbor duhovnikov ali prezbiterij (predsedstva posameznih cerkvenih občin) ter občni zbor, ki je najvišje cerkveno telo (prezbiterij in delegati posameznih cerkvenih občin). Katoliška Cerkev priznava evangeličanski in vsem drugim veljaven krst, če ga le pravilno podeljujejo.

### Svobodne cerkvene skupnosti
S potopitvijo krstijo samo odrasle.
Pripadnost Cerkvi je po njihovem stvar svobodne osebne odločitve polnoletnega človeka. Prototip takšnih skupnosti so bile skupine prekrščevalcev (anabaptistov; lat. anabaptizo, ponovno krstim) iz časa reformacije, ki niso priznavale krsta otrok in so zahtevale vnovični krst odraslih. Poznajo krst in Gospodovo večerjo, ki ju nekatere skupnosti pojmujejo kot zakramenta (katoliška Cerkev priznava njihov krst, če ga pravilno podeljujejo). Poleg sebe priznavajo kot legitimne tudi druge cerkvene skupnosti in so v tem smislu ekumensko odprte v nasprotju s sektami, ki zatrjujejo, da so edine v posesti resnice.

#### Binkoštniki
Binkoštniki obsegajo različne krščanske skupnosti, ki poudarjajo »krst v Svetem Duhu«, ki prinaša dar jezikov (glosolalija) in druge karizme. Skupaj z drugimi kristjani verujejo v Sveto trojico in v Kristusa Odrešenika, priznavajo izvirni greh, pričakujejo drugi Kristusov prihod in zahtevajo življenje po evangeliju. Sveto pismo priznavajo za edino in najvišje vodilo življenja, vendar pa ga razlagajo bolj po črki kot protestanti. Obhajajo tudi sveto večerjo pod obema podobama, ki pa jo pojmujejo le kot spomin in simbol povezanosti s Kristusom. Krstijo le odrasle s potapljanjem, krst pa jim je le simbol, znamenje odgovora na božji klic. Na zborovanjih mnogi ob molitvi in polaganju rok pričakujejo ozdravljenja. Nekateri verujejo v tisočletno Kristusovo kraljevanje, ki bo kmalu nastopilo. Vsaka krajevna Binkoštna cerkev imenuje pastorja (duhovnika ali duhovnico) in je avtonomna. Pastorji s svojimi pomožnimi pridigarji iz vseh krajevnih Cerkva sestavljajo sinodo, s starešinstvom vseh cerkvenih občin pa skupščino. Sinoda izvoli predstojništvo za dobo treh let, to pa iz svojih članov predstojnika. Za povezavo vseh krajevnih Cerkva skrbijo skupna narodna in svetovna zborovanja. Popolne enotnosti med raznimi binkoštnimi gibanji ni.

#### Baptisti
Baptisti (lat. baptizare - krstiti) - veliko vlogo ima v njihovem življenju krst, ki ga podeljujejo le odraslim. Glede nauka med seboj niso enotni. Zelo spoštujejo svobodo vesti in osebno izkustvo. Potrebo notranjega spreobrnjenja in vere smatrajo za pomembnejšo od krstitve, zato krstijo le odrasle s potapljanjem. Priznavajo Sveto Trojico in imajo Sveto pismo za edini vir razodetja. Zakramentov v katoliškem smislu nimajo. Krst jim je le izraz ljubezni do Kristusa in pripravljenosti živeti po njegovem nauku, Gospodova večerja pa duhovno srečanje s Kristusom. Cerkev kot institucijo odklanjajo. Pomembno jim le svobodno bratsko združenje. Poznajo službe pastorja, starešine in diakona. Radi napovedujejo skorajšnji Kristusov prihod, njegovo tisočletno kraljestvo na zemlji in vesoljno sodbo.

#### Adventisti
Adventisti (lat. adventus - prihod) so pričakovali drugi Kristusov prihod, ki naj bi se po besedah Ellen White zgodil leta 1843 oz. 1844. Ker se drugi Kristusov prihod ni zgodil, je razočarana E. White ustanovila Adventistično cerkev sedmega dne. Gospodov dan je sobota. Adventisti se držijo nauka protestantskih Cerkva. Krst, edini zakrament, ki ga priznavajo, je mogoče prejeti le po spreobrnjenju in izpričani veri v starosti vsaj 15 let. Duša po njihovem ni nesmrtna. Nesmrtnosti bodo deležni le pravični ob drugem Kristusovem prihodu, končno očiščenje vesolja pa bo uresničeno s popolnim uničenjem grešnikov in satana. Pri sobotnem bogoslužju (podobno protestantskemu) obhajajo na tri mesece spomin zadnje večerje, ki je zanje le simbolnega značaja. Pred bogoslužjem si med seboj umivajo noge. S polaganjem rok posvečujejo pastorje, starešine in diakone. Roke polagajo tudi na bolnike. Ob poroki dajejo zaročencem blagoslov.

#### Kristusova cerkev bratov
Kristusova cerkev bratov je majhna krščanska skupnost. Nauk je podoben baptističnemu. Ime bratje izvira iz vere, da v božji skupnosti ni višjih in nižjih. Spoštujejo Sveto pismo, krstijo le odrasle s potapljanjem. Pri spominskem obhajanju Gospodove večerje se spominjajo Kristusove žrtve na križu. Živijo preprosto, strogo, oznanjajo mir, prijateljstvo in bratstvo. Vsaka cerkvena občina je samostojna a se med seboj povezujejo. Ni skupnega poglavarja.

## Povezave krščanstva s starejšimi verovanji in filozofijami
- judaizem (judovska religija) - ne priznavajo Jezusa temveč pričakujejo svojega mesijo (odrešenika). Krščanstvo prevzame idejo Mesije iz Stare Zaveze.
- stoicizem (smer v filozofiji v obdobju helenizma)
Krščanstvo prevzame njihova načela, recimo mirno prenašanje tegob in kozmopolitizem (nazor v katerem so vsi ljudje enakopravni).
- indoevropska verovanja
  - kult boga sonca Mitre in praznovanje njegovega rojstnega dne.
Ta dan je pri kristjanih božič.
  - glavni bog indoevropejcev je bil bog neba, njegovo prebivališče pa Svarga (nebesa)
V stari judovski religiji še ni nebes. Krščanska in Islamska Nebesa nastanejo pod vplivom različnih verovanj v bogove neba (imena nekaterih so: Indra, Perun, Thor, Zevs itd.).
- orientalski kulti
  - kult boginje Izide, ki v naročju drži Hora.
Podobno kasneje pri krščanstvu Marija z Jezusom v naročju.

## Pojav krščanstva
Palestina v 1. stoletju našega štetja, ko je bil upravitelj te pokrajine Poncij Pilat. Za začetek krščanstva lahko štejemo Jezusovo javno delovanje okoli leta 33 našega štetja. Po Jezusovi smrti so njegov nauk širili njegovi učenci  apostoli. Toda verjetno bi krščanstvo ostalo nepomembna judovska ločina, če se ne bi sveti Pavel (imenovan tudi Savel iz Tarza) odločil, da novo vero odpre širokim ljudskim množicam (kozmopolitizem).

## Zgodovina
Glejte glavni članek Zgodovina krščanstva.
Krščanstvo je  širilo svoj vpliv med Judi in nejudi z nazorom, da so vsi ljudje pred Bogom enaki.
Krščanstvo je sprejelo nekatere navade, obrede in praznike tudi iz orientalskih kultov, razširjenih v takratnem rimskem imperiju. Odločilen vpliv je imela tudi vojna sodnega dne (l. 66 n.št. –70), ko so se Judi uprli Rimljanom.
Krščanstvo se je v tistem času kot nezaželeno vero preganjalo oziroma skušalo uničiti predvsem preko Rimskih cesarjev:
- Neron (54–68) - njegov znameniti požig Rima, ki ga je kasneje naprtil kristjanom;
- Decij (249–251);
- Dioklecijan (284–305).

Cesar Galerij je 30. aprila 311 v vzhodnorimski prestolnici Nikomediji izdal tolerančni edikt. Z njim je krščanstvo postalo dovoljena vera. Končalo se je preganjanje in ubijanje vernikov. Pred tem, leta 306,  je cesar Konstancij Klor odpravil preganjanje kristjanov v zahodni polovici imperija. Le dve leti po izdaji tolerančnega edikta je Konstantin I. Veliki s podobnim milanskim ediktom razglasil versko strpnost in priznal krščanstvo. Uradna vera cesarstva pa je postalo v času Teodozija leta 391.
V začetku je bilo krščanstvo organizirano kot skupnost med seboj neodvisnih samostojnih (avtokefalnih) pa vendar usklajenih Cerkva. Pozneje so bili spori med različnimi Cerkvami vedno hujši, še zlasti med rimsko in grško Cerkvijo. To je pripeljalo do velike shizme - razkola na zahodno in vzhodno krščanstvo.

## Sorodna verstva
Jezusa Kristusa in Sveto pismo uporabljajo kot temelj verovanja tudi cerkve, ki se z dopolnilnimi razodetji in teologijo oddaljujejo od krščanstva (na primer Cerkev Jezusa Kristusa in svetih poslednjih dni (mormonska cerkev)). Samostojno svetovno verstvo je Islam, čeprav priznava Jezusa Kristusa kot enega izmed prerokov in upošteva sorodnost židovstva, krščanstva in islama, ki so verovanja »knjige« (Svetega pisma) ter njihov skupni izvor v Abrahamovem (pri muslimanih Ibrahimovem) monoteizmu, vendar daje največjo veljavo kasnejšemu razodetju po preroku Mohamedu.

## Starokrščanska umetnost
Slike v katakombah in na sarkofagih ter monumentalno arhitekturo (bazilika) štejemo v starokrščansko umetnost.